# Christina Hörburger
Christina Hörburger (* 10. September 1996 in Bregenz als Christina Metzler) ist eine österreichische Politikerin (ÖVP). Sie war Kandidatin zur Landtagswahl in Vorarlberg 2019 und wurde am 6. November 2019 als Abgeordnete zum Vorarlberger Landtag angelobt.

## Werdegang
Christina Hörburger wuchs in der Vorarlberger Hofsteiggemeinde Lauterach auf und besuchte die HLW Rankweil, wo sie Schulsprecherin war und die Matura absolvierte. Anschließend begann Hörburger ein Studium der Politikwissenschaft an der Universität Innsbruck, welches sie kurz darauf durch ein Studium der Soziologie ergänzte. Ab April 2019 war sie neben dem Studium als selbständige Moderatorin tätig. Beide Studien beendete Hörburger im Jahr 2020 jeweils mit dem Abschluss als Bachelor of Arts (BA). Im Anschluss daran nahm sie 2020 das Master-Studium Nachhaltigkeit und Systemisches Management an der AKAD University in Stuttgart auf.
In ihrer Heimatgemeinde Lauterach engagiert sich Christina Hörburger in den Gemeindevertretungs-Ausschüssen für Jugend und Integration.
Bei der Landtagswahl in Vorarlberg 2019 kandidierte Hörburger, die Mitglied der Jungen Volkspartei (JVP) ist und während ihres Studiums Mitglied der ÖVP-nahen Hochschülerschaftsfraktion AktionsGemeinschaft (AG) wurde, für die Vorarlberger Volkspartei im Wahlbezirk Bregenz und wurde dort als bislang jüngste Kandidatin, die je für die ÖVP ein Landtagsmandat erreichen konnte in den Landtag gewählt. Die Angelobung als Abgeordnete des Landtags der 31. Legislaturperiode fand am 6. November 2019 statt.

## Privatleben
Christina Hörburger ist verheiratet und wohnt in Lauterach.